# بقولية (طعام)
البقولية هي طبق عربي من اللحم المبهّر باللبن.

## التاريخ
ذُكرت في كتاب الطبيخ عام 1225م لمحمد بن الحسن البغدادي كما يلي:
«صنعتها أن يقطع اللحم السمين أوساطاً ويطرح في القدر ومعه يسير ملح وغمرة ماء، فإذا غلى تؤخذ رغوته وعند قرب نضجه يؤخذ كراث البقل بقطع صغاراً، ويدق في هاون حجر نعماً ويلقى في القدر، ثم يؤخذ اللحم الأحمر ويدق بالأباريز المعروفة وشيء يسير من ذلك الكراث المدقوق، ويعمل منه كبب تطرح في القدر. فإذا نشفت منها المائية طرح عليها الكسفرة والكمون والفلفل المدقوقة ناعماً وعيدان دار صيني، ثم يلقى عليه من اللبن الفارسي حسب الحاجة، ويفرك في رأسها طاقات نعنع يابس وتمس جوانب القدر بخرقة نظيفة، وتترك حتى تهدأ على النار وترفع.»